# Beshel
Beshel (persiska: بشل, بِش) är en ort i Iran.   Den ligger i provinsen Mazandaran, i den norra delen av landet, 150 km nordost om huvudstaden Teheran. Beshel ligger 158 meter över havet och antalet invånare är 567.
Terrängen runt Beshel är huvudsakligen kuperad, men åt nordväst är den platt. Runt Beshel är det ganska glesbefolkat, med 34 invånare per kvadratkilometer. Närmaste större samhälle är Shahrūd Kolā, 5,6 km norr om Beshel. I omgivningarna runt Beshel växer i huvudsak blandskog.